# Roger Sacheverell Coke
Roger Sacheverell Coke (en anglais [ˈkʊk]), né le 20 octobre 1912 à Alfreton et mort le 23 octobre 1972, est un compositeur et pianiste britannique.

## Biographie
Issu d'une famille fortunée, Roger Sacheverell Coke hérite du domaine familial de Brookhill Hall, Pinxton, à l'âge de deux ans, lorsque son père, le lieutenant Langton Sacheverell Coke, meurt à la bataille d'Ypres en octobre 1914. Coke aborde la composition alors qu'il est encore étudiant au Eton College. Fortement soutenus par sa mère, ses dons de compositeur et de musicien prennent leur envol après son 21e anniversaire, quand des dépendances du domaine familial sont converties en un grand studio de musique et un espace de spectacle, doté d'un piano Steinway, et pouvant accueillir plusieurs centaines de spectateurs. Néanmoins, Coke poursuit très sérieusement ses études de composition et prend des cours de piano à Londres avec Mabel Lander (elle-même élève de Theodor Leschetizky). Il sera plus tard élève d'Alan Bush. Il fait ses débuts comme compositeur-pianiste en 1932 avec son premier concerto pour piano.
Coke, homosexuel et gros fumeur de cigarettes, souffre sa vie durant, et malgré l'absence de problèmes financiers, de dépression chronique. Cependant, dans l'isolement de son studio, il compose un grand nombre d'œuvres, dont plusieurs destinées à son propre instrument, le piano, dont deux cycles de Préludes, op. 33 et 34, et 15 Variations et Finale, op. 37. Pour orchestre, il signe trois symphonies, six concertos pour piano, deux "concertos vocaux" pour soprano et orchestre et quatre poèmes symphoniques. En musique de chambre, il donne trois sonates pour violoncelle et deux pour violon. Coke payait le coût de leurs publications et, souvent, les coûts des concerts où elles étaient jouées.
En novembre 1959, l'opéra en trois actes de Coke, The Cenci, dont il rédige le livret, se fonde sur le drame en vers de Shelley, ne connaît qu'une seule représentation au Scala Theatre de Londres, avec le London Symphony Orchestra dirigé par Sir Eugene Goossens. Les critiques, unanimement hostiles et dédaigneux, provoquent chez Coke une sérieuse dépression. 
Coke meurt d'une crise cardiaque en 1972. 
Son œuvre suscite un nouvel intérêt depuis l'interprétation de sa première sonate pour violon au Festival de musique anglaise à l'abbaye de Dorchester le 2 juin 2012.

## Œuvres
- The Cenci, opéra, op. 41 (1940-1950)
- Symphony no 1 in E minor (1934)
- Symphony no 2 in G minor, op. 22 (1936)
- Symphony no 3, op. 56 (1948)
- Piano Concerto no 1 in C minor (1931)
- Piano Concerto no 2 in E minor (1933)
- Piano Concerto no 3 in E flat, op. 30 (1938)
- Piano Concerto no 4 in C sharp minor, op. 38 (1940)
- Piano Concerto no 5 in D minor, op. 57 (1947)
- Piano Concerto no 6 in C minor (1954)
- Vocal Concerto no 1, soprano et orchestre, op. 25 (1934)
- Vocal Concerto no 2, soprano et orchestre (1942)
- Poem for cello, piano and small orchestra, op. 36 (1939)
- Cello Sonata in D minor no 1, op. 24 (1936)
- Cello Sonata in C no 2, op. 29 (1938)
- Cello Sonata in A minor no 3, op. 44 (1941)
- Violin Sonata no 1 in D minor, op. 46 (1940-1942)
- Violin Sonata no 2 in B flat minor (1943)
- 24 Preludes, piano, op. 33 & 34 (1938-1941)
- Piano Sonata no 1 in D minor (1935)
- Piano Sonata no 2 in G, op. 26 (1936)
- Piano Sonata no 3 in A minor (1937)
- 15 Variations and Finale, piano, op. 37 (1939)
- String Quartet (1971)

## Enregistrements
- Violin Sonata no 1 - Rupert Marshall-Luck (violon) et Matthew Rickard (piano) (EM Records, EMRCD018, 2013)
- 24 Preludes et 15 Variations and Finale pour piano - Simon Callaghan (Somm Recordings, SOMMCD 0147, 2015)
- Piano Concertos no 3, no 4 and no 5 (mouvement lent parvenu à nous) - Simon Callaghan (piano), Martyn Brabbins, BBC Scottish Symphony Orchestra (Hyperion, CDA68173, 2017)

## Source
- (en) Cet article est partiellement ou en totalité issu de l’article de Wikipédia en anglais intitulé « Roger Sacheverell Coke » (voir la liste des auteurs).